# Musée de la culture xiongnu
Le musée de la culture xiongnu (chinois simplifié : 匈奴文化博物馆 ; pinyin : xiōngnú wénhuà bówùguǎn), est un musée sur les Xiongnu, peuple des steppes de l'Antiquité que certains pensent être les Huns, situé dans la banlieue de Hohhot, au parc de la tombe de Zhaojun (昭君墓景区), au Sud du district de Yuquan à 9 km, au Sud, de la banlieue de Hohhot, région autonome de Mongolie-Intérieure, en Chine. Il est classé site touristique ＡＡＡ par le gouvernement chinois.
D'une surface de 3 000 m2, sa construction a coûté 15 millions de yuans. La fin de construction était initialement prévue le 1er mai 2007.

#### Musées comportant des pièces de la culture xiongnu
- Musée de Mongolie-Intérieure, également à Hohhot
- Musée d'Ordos à Ordos, également Mongolie-Intérieure